# Zarck Visser
Pour les articles homonymes, voir Visser.
Zarck Visser, né le 15 septembre 1989, est un athlète sud-africain, spécialiste du saut en longueur.

## Biographie
Lors des Championnats d'Afrique 2012, à Porto-Novo au Bénin, Zarck Visser se classe deuxième du concours de la longueur, derrière le Sénégalais Ndiss Kaba Badji et devant le Ghanéen Ignisious Gaisah, avec un saut à 7,98 m. Son record personnel, établi le 4 mai 2012 à Pretoria, est de 8,15 m (+0,8 m/s).
Le 13 avril 2013, à Stellenbosch, Zarck Visser améliore son record personnel en atteignant la marque de 8,29 m (-0,7 m/s), puis l'améliore sur la piste du Letzigrund à Zurich, en 8,32 m, vent défavorable de 0,8, le 29 août 2013.

## Palmarès
| Date | Compétition            | Lieu             | Résultat | Marque  |
| ---- | ---------------------- | ---------------- | -------- | ------- |
| 2011 | Universiade            | Shenzhen         | 7e       | 7,81 m  |
| 2012 | Championnats d'Afrique | Porto-Novo       | 2e       | 7,98 m  |
| 2013 | Ligue de diamant       | Ligue de diamant | 2e       | détails |
| 2014 | Jeux du Commonwealth   | Glasgow          | 2e       | 8,12 m  |
| 2014 | Championnats d'Afrique | Marrakech        | 1er      | 8,08 m  |
| 2014 | Coupe continentale     | Marrakech        | 3e       | 7,96 m  |
| 2014 | Ligue de diamant       | Ligue de diamant | 5e       | détails |
| 2019 | Ligue de diamant       | Ligue de diamant | 8e       | 7,60 m  |

## Records
| Épreuve          | Épreuve   | Marque | Lieu                      | Date                        |
| ---------------- | --------- | ------ | ------------------------- | --------------------------- |
| Saut en longueur | Plein air | 8,41 m | Bad Langensalza Germiston | 4 juillet 2015 23 mars 2019 |
| Saut en longueur | En salle  | 7,93 m | Sopot                     | 7 mars 2014                 |